# 중원중학교 (경기)
중원중학교(中遠中學校)는 대한민국 경기도 부천시 원미구 중동에 있는 공립 중학교이다.

## 학교 연혁
- 2002년 7월 18일 : 중원중학교 1학년 10학급 설립 인가
- 2003년 3월 1일 : 초대 황익중 교장 취임
- 2003년 3월 4일 : 제1회 입학식 (376명)
- 2004년 3월 1일 : 특수학급 신설
- 2006년 2월 16일 : 제1회 졸업식
- 2022년 3월 1일 : 제7대 변종화 교장 취임
- 2024년 1월 5일 : 제19회 졸업식(131명) 누적 졸업생(4,376명)
- 2024년 3월 4일 : 제22회 입학식(172명)

## 참고 자료
- 중원중학교 - 한국교육학술정보원 학교알리미